# Mantelgrondeekhoorn
De mantelgrondeekhoorn of goudmantelgrondeekhoorn (Callospermophilus lateralis) is een grondeekhoornsoort uit het westen van Noord-Amerika.

## Kenmerken
De mantelgrondeekhoorn heeft een grijze, bruine of gelige rug en een roomkleurige buik. De staart is zwartbruin. De kop en schouders zijn gelig koperrood van kleur, en vormen een "gouden" mantel. Over beide zijden loopt één witte streep, die aan de boven- en onderkant wordt begrensd door zwarte strepen. De mantelgrondeekhoorn is te onderscheiden van de wangzakeekhoorns door de grootte (een mantelgrondeekhoorn wordt veel groter) en het ontbreken van strepen in het gezicht.
De mantelgrondeekhoorn wordt 23 tot 30,8 centimeter lang, waaronder een 6,3 tot 11,8 centimeter lange staart. Hij weegt 170 tot 276 gram.

## Verspreiding en leefgebied

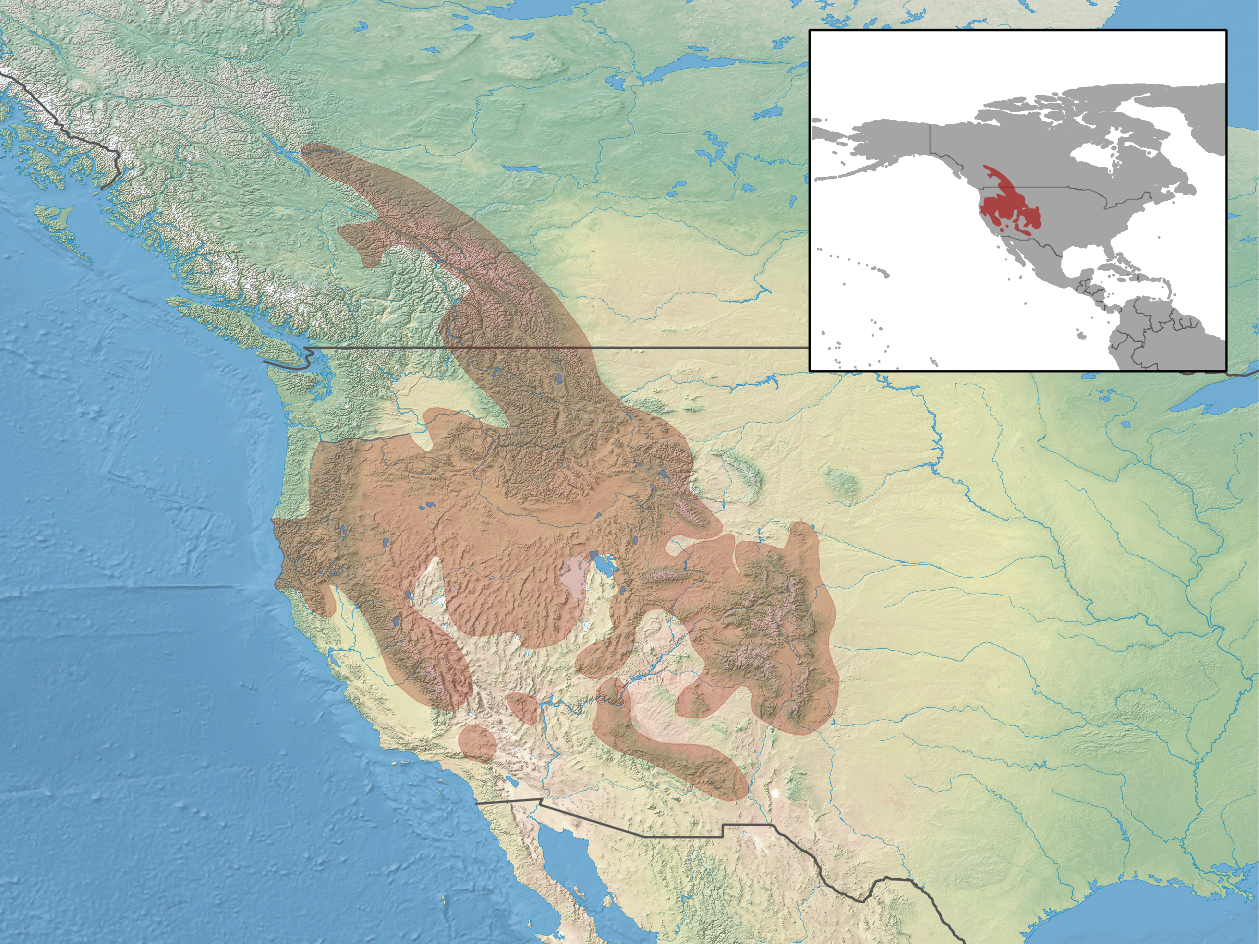
Leefgebied

De mantelgrondeekhoorn leeft in vochtige naald- en gemengde wouden. Ook wordt hij aangetroffen in struikgebieden, rotsachtige weilanden en in bergen tot boven de boomgrens.
De mantelgrondeekhoorn komt voor in het westen van Canada en de Verenigde Staten, tot ver in de Rocky Mountains. De noordelijke grens van zijn verspreidingsgebied loopt door het zuidoosten van Brits-Columbia en het zuidwesten van Alberta, de zuidelijke grens door Californië, Nevada en Zuid-New Mexico en de oostelijke grens door Zuidoost-Wyoming, West-Colorado en West-New Mexico.

## Leefwijze
De mantelgrondeekhoorn voedt zich met pijnboompitten en andere zaden en noten en vruchten, aangevuld met groene plantendelen, insecten en ondergrondse paddenstoelen, die hij kan vinden dankzij zijn reuk. In de herfst vormen de zaden van naaldbomen een derde van zijn dieet.
Als verblijfplaats dient een zelfgegraven ondiep ondergronds hol. Dit hol kan wel dertig meter lang zijn. Ingangen naar het hol liggen vlakbij of onder boomstronken, boomwortels of keien. Het nest wordt bekleed met droge grassen en ander droog plantaardig materiaal. De mantelgrondeekhoorn kent een grote verscheidenheid aan geluiden, maar is over het algemeen stil. Waar leefgebieden overlappen, komt de soort samen voor met de Uintachipmunk (Tamias umbrinus).
De mantelgrondeekhoorn houdt een winterslaap van oktober tot mei (het langst in noordelijke gebieden, het kortst in zuidelijke gebieden). Voor de winterslaap legt het dier een dikke vetlaag aan. Ook legt hij een voedselvoorraad in zijn eigen nest aan, waar hij van eet na het ontwaken in de herfst. Het voedsel wordt vervoerd in de wangzakken. Sommige dieren ontwaken van tijd tot tijd uit hun winterslaap. Deze dieren kunnen bovengronds worden aangetroffen, zoekende naar voedsel.
Om zijn vacht te verzorgen rolt de mantelgrondeekhoorn eerst door stof, om daarna het te kammen met zijn klauwen en tanden.

## Voortplanting
Een vrouwtje kent één worp per jaar, begin zomer. Na een draagtijd van 26 tot 33 dagen worden 4 tot 6 jongen geboren.